# ستيفن هيلنبرغ
ستيفن ماكدانيل هيلنبرغ (بالإنجليزية: Stephen Hillenburg)‏ (21 أغسطس 1961 - 26 نوفمبر 2018) كان رساما كاريكاتوريا وتحريكي ومنتجا أمريكي، وكان أيضا مدرس في الأحياء البحرية. وهو مبتكر ومخرج ومنتج وكاتب مسلسل سبونجبوب سكويربانتس التلفزيوني الذي ابتدأ عرضه على محطة نيكلوديون عام 1999. نجح المسلسل ليصبح أحد أطول المسلسلات التلفزيونية الأمريكية، فضلا عن كونه صاحب أعلى تقييم على نيكلوديون.
ولد هيلنبرغ في مدينة لوتون بولاية أوكلاهوما ونشأ في مدينة آناهايم بولاية كاليفورنيا، وفتن هناك بالمحيط عندما كان طفلاً وبدأ يهتم بالفن. بدأ مسيرته المهنية في عام 1984، وحيث درّس علم الأحياء البحرية في معهد أورانج كاونتي البحري، حيث ألف كتاب «المنطقة بين المدية»، وهو كتاب تثقيفي عن حيوانات المد والجزر، والذي استخدمه لتعليم طلابه. في عام 1989، بعد عامين من ترك التدريس، دخل هيلنبرغ معهد كاليفورنيا للفنون ليطور موهبته في الرسوم المتحركة. عُرض عليه لاحقا العمل في مسلسل كرتوني تلفزيوني على نيكلوديون وهو حياة روكو الحديثة (1993-1996) بعد نجاحه في الأفلام القصيرة The Green Beret و Wormholes (كلاهما عام 1992)، حيث صنعهما أثناء دراسته الرسوم المتحركة.
في عام 1994، بدأت هيلنبرغ بتطوير شخصيات ومفاهيم ما أصبح عمله الشهير «سبونجبوب سكويربانتس». عٌرضت الحلقة الأولى في عام 1999 ولم يتوقف المسلسل منذ ذلك الحين. كما أخرج فيلم سبونج بوب سكوير بانتس (2004)، والذي كان مخططا له في الأصل أن يكون نهاية المسلسل. إلا أن نيكلوديون أرادت إنتاج المزيد من الحلقات، فاستقال هيلنبرغ من منصبه. عاد بعدها لصنع الأفلام القصير. في عام 2015، تم إصدار فيلم سبونج بوب سكوير بانتس: الإسفنج خارج المياه؛ وهو تكملة لفيلم عام 2004، والذي مثل عودة هيلنبرغ إلى السلسلة، بعد أن شارك في كتابة القصة وعمل كمنتج تنفيذي في المشروع.
نال هيلنبرج جائزتي إيمي وستة جوائز آني عن مسلسله، كما تلقى تكريمات أخرى، مثل جائزة منظمة «علاج الخليج» عن جهوده في رفع مستوى الوعي بالحياة البحرية، وجائزة تلفزيون الرسوم المتحركة من جمعية رسامي الكارتون الوطنية. إلا أنه دخل جدالات وخلافات تتعلق بالتكهنات حول التوجه الجنسي لشخصية سبونجبوب، ورٌفعت دعوى ضده بسبب مزاعم أنه سرق فكرة مسلسله. تم تشخيص هيلنبرغ بالتصلب الجانبي الضموري (ALS) في عام 2017، لكنه ذكر أنه سيواصل العمل على عرضه لأطول فترة ممكنة. توفي في 26 نوفمبر 2018، بعد عام ونصف من تشخيصه.

## أعماله
1. مسلسل سبونجبوب (1999-الحاضر).
2. فيلم سبونج بوب سكوير بانتس عام 2004.

## روابط خارجية
- ستيفن هيلنبرغ على موقع IMDb (الإنجليزية)
- ستيفن هيلنبرغ على موقع روتن توميتوز (الإنجليزية)
- ستيفن هيلنبرغ على موقع ألو سيني (الفرنسية)
- ستيفن هيلنبرغ على موقع ميوزك برينز (الإنجليزية)
- ستيفن هيلنبرغ على موقع تيرنر كلاسيك موفيز (الإنجليزية)
- ستيفن هيلنبرغ على موقع أول موفي (الإنجليزية)
- ستيفن هيلنبرغ على موقع قاعدة بيانات برودواي على الإنترنت (الإنجليزية)
- ستيفن هيلنبرغ على موقع قاعدة بيانات الأفلام السويدية (السويدية)
- ستيفن هيلنبرغ على موقع إن إن دي بي (الإنجليزية)
- ستيفن هيلنبرغ على موقع ديسكوغز (الإنجليزية)